# Bahus-Soubiran
Bahus-Soubiran é uma comuna francesa na região administrativa da Nova Aquitânia, no departamento Landes. Estende-se por uma área de 14,82 km². Em 2010 a comuna tinha 416 habitantes (densidade: 28,1 hab./km²).